# Ivica Dragutinović
Ivica Dragutinović - em sérvio, Ивица Драгутиновић (Prijepolje, 13 de novembro de 1975) é um ex-futebolista sérvio.

## Carreira
Em 2007, notabilizou-se em duas ocasiões: foi a primeira pessoa a tentar socorrer Antonio Puerta, seu colega de Sevilla, quando este apresentaria em jogo o problema cardíaco que provocaria sua morte, dias depois; e, semanas depois, a sofrer uma tentativa de agressão do técnico brasileiro Luiz Felipe Scolari, em jogo pela Sérvia contra Portugal pelas eliminatórias para a Eurocopa de 2008.

## Títulos
Sevilla
- Copa da UEFA - 2005-06 e 2006-07
- Supercopa Européia: 2006
- Copa do Rei: 2006-07
- Supercopa da Espanha: 2007